# Meron Teshome
Meron Teshome Hagos (3 de juliol de 1992) és un ciclista eritreu, actualment a l'equip Bike Aid. El 2013 va guanyar el campionat nacional en ruta.

## Palmarès
- 2013
  - Campió d'Àfrica en contrarellotge per equips (amb Meron Russom, Daniel Teklehaimanot i Natnael Berhane)
  -  Campió d'Eritrea en ruta
  - Vencedor d'una etapa al Tour d'Eritrea
- 2014
  -  Campió d'Eritrea sub-23 en contrarellotge
- 2015
  - Medalla d'or als Jocs Panafricans en contrarellotge
  - Vencedor d'una etapa al Tour de Ruanda
- 2016
  - Vencedor d'una etapa al Tour d'Eritrea
- 2017
  - Campió d'Àfrica en contrarellotge
  - Campió d'Àfrica en contrarellotge per equips (amb Meron Abraham, Awet Habtom i Amanuel Gebrezgabihier)
  - Vencedor de 2 etapes al Tour del Camerun
  - Vencedor de 2 etapes al Tour d'Eritrea